# Линдекильде, Йонатан
Йонатан Хольм Линдекильде (дат. Jonatan Holm Lindekilde; род. 31 марта 2006) — датский футболист, полузащитник молодежной команды клуба «Мидтьюлланн» и сборной Дании до 19 лет. На правах аренды выступает за «Фредерисию».

## Карьера
На молодежном уровне выступал за «Орхус» и «Мидтьюлланн». Летом 2024 года отправился в двухгодичную аренду во «Фредерисию». Дебютировал за клуб 21 июля в матче с «Хорсенс». В сезоне 2025/26 дебютировал в Суперлиге Дании в матче с «Норшелланн».

## Карьера в сборной
Играл за молодежные сборные Дании.